# Dum (Kié-Ntem)
Dum ist ein Ort in Äquatorialguinea.

## Lage
Der Ort befindet sich im Nordosten der Provinz Kié-Ntem auf dem Festlandteil des Staates.
Er liegt südwestlich der Stadt Nsang.

## Klima
Nach dem Köppen-Geiger-System zeichnet sich Dum durch ein tropisches Klima mit der Kurzbezeichnung Am aus.